# Schönwald, Dahme-Spreewald
Schönwald (đô khi viết là Schönwalde) là một đô thị thuộc huyện Dahme-Spreewald, bang Brandenburg, Đức. Đô thị Schönwald, Dahme-Spreewald có diện tích 44,85 km², dân số thời điểm 31 tháng 12 năm 2006 là 1238 người. Đô thị Schönwald hiện nay là kết quả của việc sáp nhập hai đô thị cũ Schönwalde (Lower Sorbian Běły Gózd) và Waldow-Brand.